# Joan Castro
Joan Sebastián Castro Dinas (Palmira, 13 de enero de 1997) es un futbolista colombiano de posición defensa derecho y su equipo actual es el Atlético Nacional de la Categoría Primera A de Colombia.

## Clubes
| Club                     | País     | Año            |
| ------------------------ | -------- | -------------- |
| Uniautónoma Fútbol Club  | Colombia | 2015           |
| Club Llaneros            | Colombia | 2016           |
| Barranquilla Fútbol Club | Colombia | 2017-2018      |
| Equidad Fútbol Club      | Colombia | 2019 2021-2023 |
| Junior de Barranquilla   | Colombia | 2020           |
| Atlético Nacional        | Colombia | 2024-presente  |

## Palmarés

### Títulos nacionales
| Título                | Club              | País     | Año  |
| --------------------- | ----------------- | -------- | ---- |
| Copa Colombia         | Atlético Nacional | Colombia | 2024 |
| Torneo Finalización   | Atlético Nacional | Colombia | 2024 |
| Superliga de Colombia | Atlético Nacional | Colombia | 2025 |